# Banu Hilal
I Banū Hilal o Beni Hilal (in arabo بنو هلال‎?) erano i membri di una tribù araba del Najd (branca dei B. ʿĀmir b. Ṣaʿṣaʿa), che emigrò in Nordafrica nell'XI secolo.

## Origine

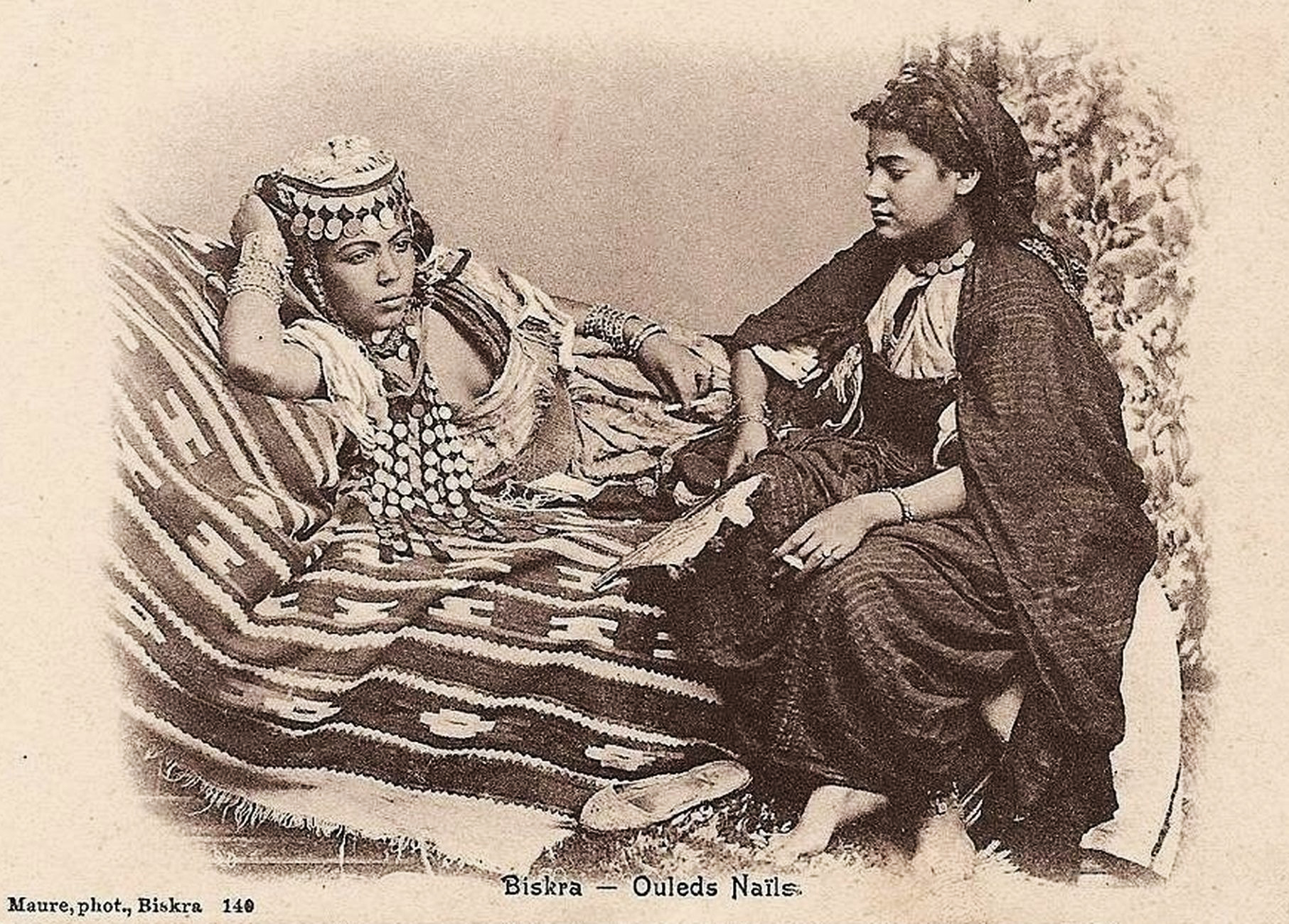
Donne Ouled Naïl (tribù dei Banu Hilal) a Biskra, 1900.

Secondo Ibn Khaldun, i Banu Hilal erano accompagnati dalle mogli e dai figli quando giunsero in Maghreb, nel quale si installarono dopo aver sconfitto a più riprese i Berberi, con i quali in seguito si mescolarono.
Ibn Khaldun, descrivendo la loro genealogia, identifica due tribù principali: Banu Hilal e Banu Sulaym. Queste due tribù originarie del Najd avevano come antenato comune Mansur e come cugini comuni la tribù di al-Yas, ramo della tribù dei B. Quraysh, alla quale apparteneva il profeta Maometto.
All'inizio della migrazione gli Hilal erano composti da tre famiglie: Athbedj, Riyan e Zughba.
Dalla loro migrazione ai giorni nostri è ormai quasi impossibile parlare di un puro lignaggio arabo, a causa dei matrimoni tra i due rami arabi e berberi, che hanno creato quella che certi storici definiscono la società arabo-berbera del Grande Maghreb. In seguito anche gli Ottomani si sono mescolati a famiglie arabo-berbere, creando la discendenza definita Kouloughli.

## Storia
Originari della regione del Najd in Arabia, i Banu Hilal emigrarono dapprima nel sud dell'Egitto, per poi muovere da lì alla volta del Maghreb. I Banu Hilal sbarcati nel Nordafrica sotto la guida di Abu Zahid al-Hilali erano tra 200.000 e 250.000, di cui oltre 50.000 guerrieri e 200.000 beduini.
La tribù fu scatenata contro il Maghreb dai Fatimidi che volevano così punire i loro antichi vassalli Ziridi, che si erano proclamati indipendenti dal Cairo, arrivando ad abbandonare lo Sciismo ismailita dei loro antichi signori e a riconoscere il califfato abbaside sunnita, nemico principale dei Fatimidi. Questi ultimi, quindi, ottennero il duplice scopo di eliminare i loro avversari e nello stesso tempo di allontanare dall'alto Egitto una tribù difficile da controllare. 
Gli Ziriti furono rapidamente vinti e i loro vicini Banu Hammad (o Hammadidi) e i berberi Zenata furono indeboliti. L'ultima battaglia fu fatale: la coalizione Beni Hilal-Hammadidi decapitò il capo dell'armata berbera Abu Soda nel 1058, ed i Berberi lasciarono il paese ai Beni Hilal.
I Banu Hilal in seguito si opposero sia agli Ottomani sia ai Francesi; contro questi ultimi i combattimenti furono guidati dall'emiro Abd el-Kader nella regione ovest dell'Algeria.

## Arabizzazione
L'invasione del Nordafrica da parte dei Banu Hilal (e delle altre tribù e sottotribù che li accompagnarono: Banu Sulaym, Banu Maʿqil, Banu Hassan...) ebbe profonde conseguenze sul piano linguistico: queste tribù, eminentemente nomadi, invasero soprattutto le campagne, portando la lingua araba anche in territori fino ad allora esenti dall'arabizzazione. Numerose tribù berbere nomadi, poi (soprattutto gli Zanata) si fusero con essi adottandone usi e lingua, ed è da qui che è originata la preponderanza della lingua araba nel Nordafrica. In precedenza l'arabizzazione aveva toccato soprattutto le città. 
Anche oggi, i dialetti arabi parlati in Nordafrica vengono distinti dagli studiosi in due grandi sottogruppi: 
- dialetti pre-hilalici (anteriori all'arrivo dei Banu Hilal), prevalentemente nelle maggiori città;
- dialetti hilalici, maggioritari, parlati soprattutto nelle campagne.

Alcune caratteristiche fonetiche e morfologiche permettono di distinguere immediatamente i dialetti dell'uno e dell'altro tipo. Una spia fonetica molto evidente è la pronuncia del qāf: occlusiva uvulare (o, a volte, glottidale) sorda nei parlari pre-hilalici, suono [g] (occlusiva velare sonora) nei dialetti hilalici.

## Organizzazione sociale

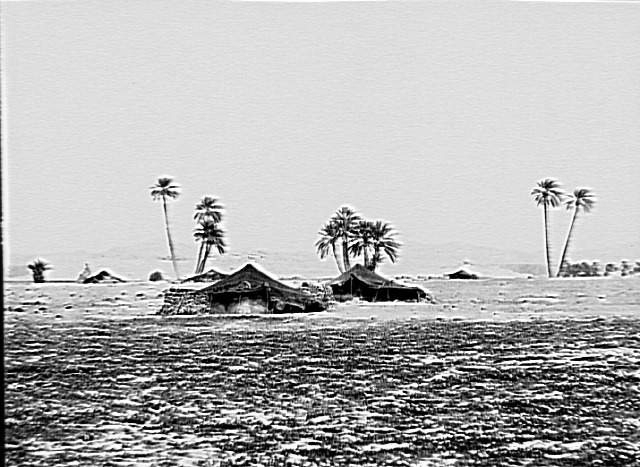
Campo nomade a Biskra, fotografato da Gustave de Beaucorps tra il 1857 e il 1859.

Molte tribù vivono nelle zone aride e semidesertiche. I Beni Hilal sono portati per la pastorizia (ovini e caprini) ma poco esperti nell'agricoltura.
I Beni Hilal sono molto conservatori e la religione islamica è il dogma della maggioranza della popolazione. Inizialmente erano sciiti, ma dopo la loro conquista del Maghreb hanno abbracciato il madhhab malikita sunnita.
La struttura familiare è patriarcale ed ogni tribù ha un capo che decide per essa. 
Inizialmente nomadi abitanti in tende, durante le invasioni si sono stabiliti in diverse città dell'Algeria come Ouargla, Biskra, El-Oued, Mascara, Sidi Bel Abbes, Tlemcen, sedentarizzandosi.